# Жіноча школа імені Клементини Гофман (Івано-Франківськ)
Жіноча школа ім. Клементини Гофман — один із трьох державних навчальних закладів у Станіславові (нині Івано-Франківськ), призначений для навчання дівчат.

## Історія

### Вулиця Шопена
Вулиця Шопена, як було сказано міською радою 22 листопада 1900 року «Проходить через ґрунти Федоровського і сполучає Заболотівську (зараз вулиця Сестер Василіянок) з Валами». Вона вміщує біля десятка будинків, що були збудовані ще за Австрії.
Перші фото вулиці були зроблені після Першої світової війни десь у 1920 роках місцевим видавцем під ініціалами «H.K.». Він випустив серію поштових листівок з панорамами міста і на одній із них під назвою «школа Гофманової» була зображена ця славнозвісна жіноча школа і сама вулиця загалом.

### Історія школи
За 94 000 корон у 1904 році було побудовано будинок, який мав призначення стати чотирьохкласною державною жіночою школою. Він був видовженої форми та мав висоту у два поверхи. За управління Польщі на цих територіях термін навчання було збільшено до семи років. Так вона діяла до 1939 року, аж до приходу більшовиків. Під час німецької окупації у будівлі був збірний пункт для людей, яких відправляли до Німеччини. Цей пункт називали «біржа праці». Зазвичай, відправляли тільки тих, на яких не було достатньо інформації для розстрілу. Після закінчення Другої світової війни тут започатковано школу № 5, а у 1967 році будинок перейшов у власність  університету нафти і газу. Там деякий час діяла військова кафедра, що підготовлювала офіцерів служби пально-мастильних матеріалів. Згодом, а точніше у 2004 році цю кафедру перенесли на вулицю Євгена Коновальця, а на її місці почав діяти факультет управління галузевим і регіональним економічним розвитком.

## Цікаві факти
Цікавим є те, що вулиця Шопена за всю свою історію ніколи не перейменовувалась, а для Івано-Франківська це є великою рідкістю.